# 大眼蜂鼬鳚
大眼蜂鼬鳚，为輻鰭魚綱鼬魚目鳚魚科的其中一種，分布於大西洋區，包括巴哈馬、加納利群島、安哥拉等海域，屬深海魚類，棲息深度在水深2487 - 4150公尺。本魚體柔軟又多水分，眼小的，前鼻孔腫大，在鰓蓋與前鰓蓋骨上不具棘，前鰓蓋骨在後部地擴大。背鰭軟條129至131枚；臀鰭軟條111枚，體長可達56.3公分，為稀有種，不具有經濟價值。